# Montaut, Gers
Montaut är en kommun i departementet Gers i regionen Occitanien i sydvästra Frankrike. Kommunen ligger i kantonen Miélan som tillhör arrondissementet Mirande. År 2022 hade Montaut 123 invånare.

## Befolkningsutveckling
Antalet invånare i kommunen Montaut
Referens:INSEE